# Washington Corozo
Washington Bryan Corozo Becerra (Guayaquil, 9 luglio 1998) è un calciatore ecuadoriano, attaccante dell'Emelec.

## Caratteristiche tecniche
È un centravanti.

## Carriera

### Club
Ha giocato nella prima divisione ecuadoriana, in quella peruviana, in quella messicana ed in quella statunitense.

### Nazionale
Con la nazionale Under-20 ecuadoriana ha preso parte al campionato sudamericano 2017 ed al Mondiale 2017.

## Palmarès

### Club

#### Competizioni internazionali
- Coppa Sudamericana: 1

Independiente del Valle: 2019